# Bejeweled
Bejeweled es un videojuego de puzzles desarrollado por PopCap Games en el año 2001. Su lanzamiento fue exclusivamente para navegadores y más tarde puesto en libertad. Más de 75 millones de copias de Bejeweled se han vendido, y el juego ha sido descargado más de 150 millones de veces. A pesar de que el juego ya no se puede descargar a través del sitio web de PopCap, el instalador puede ser descargado a través de la herramienta Wayback Machine o bien, comprar el juego a través de Steam.

## Jugabilidad
El objetivo de Bejeweled es intercambiar una gema con otra gema adyacente para formar una unión horizontal o vertical de tres o más gemas del mismo color. Los puntos de bonificación se otorgan cuando se forman cadenas de más de tres gemas idénticas, pero también cuando se forman dos cadenas en un intercambio. Cuando se forman cadenas, las gemas desaparecen y más gemas caen desde la parte superior para llenar los huecos. A veces se desencadenan reacciones en cadena (denominadas cascadas), donde las gemas que caen forman cadenas. Las cascadas otorgan puntos de bonificación.
Bejeweled cuenta con dos modos de juego para elegir:

### Modo normal
En el modo normal, el jugador llena la barra de progreso de la parte inferior de la pantalla haciendo coincidir gemas. Cuando la barra de progreso se llena por completo, el jugador pasa al siguiente nivel. A medida que avanza el nivel, se requieren más puntos para pasar al siguiente nivel. A medida que el jugador sube de nivel, obtiene más puntos al hacer coincidir las gemas (ejemplo: Nivel 1 = 10 puntos, Nivel 2 = 15 puntos, etc.). El juego termina si no quedan movimientos posibles.

### Modo Tiempo
La mecánica del juego es similar al modo normal, pero la barra de progreso comienza a la mitad y disminuye con el tiempo. El jugador debe mantener la barra llena con gemas coincidentes, y subirán de nivel llenando la barra de progreso. La barra se agotará cada vez más rápido y requerirá más coincidencias de gemas para llenarse a medida que el jugador suba de nivel. Si no hay movimientos posibles, el jugador obtiene un nuevo tablero remezclando las gemas en lugar de terminar el juego. El juego termina si la barra de progreso se agota por completo.

## Sugerencias y trucos
Al hacer clic en el botón morado a la izquierda del juego, el jugador puede obtener una sugerencia si no encuentra movimientos posibles. Si lo hace, recibirá una penalización con su puntuación. La puntuación y la barra de progreso penalizada no se obtendrá hasta que el jugador hace otro movimiento válido.
Aunque normalmente el jugador obtiene sólo obtiene uniones de tres gemas, a veces puede obtener uniones de cuatro o cinco gemas. Y en muy raras condiciones, puede conseguir seis, siete e incluso ocho seguidos. Pero algunas versiones del motor no lo registran.

## Desarrollo
El juego fue creado por PopCap Games como un juego basado en la web llamado Diamond Mine, inspirado en el juego de 1994 de MS-DOS Shariki.  El nombre Bejeweled fue sugerido por Microsoft, quien pensó que el nombre original Diamond Mine era demasiado similar al de un juego existente, Diamond Mines. PopCap tenía asociaciones que permitían a Microsoft Zone y otros sitios de juegos albergar Bejeweled también.
El juego se ha portado a otras plataformas, incluido Microsoft Windows, como Bejeweled Deluxe y dispositivos iOS. Astraware produjo versiones para PDA en las plataformas de teléfonos inteligentes BlackBerry, iPhone, Palm OS y Windows Mobile. Bejeweled Deluxe se lanzó en Xbox como un juego Xbox Live Arcade descargable. El 12 de septiembre de 2006, fue lanzado como uno de los primeros juegos descargables de iTunes Store para iPod. PopCap lanzó una versión de aplicación web del juego para iOS el 11 de octubre de 2007. Electronic Arts también produjo una versión para teléfonos móviles en Java.
El 25 de septiembre de 2008, Bejeweled fue lanzado oficialmente como un complemento gratuito para el MMORPG de fantasía World of Warcraft, junto con Peggle. En adición a los modos estándar 'Clásico' (Normal) y 'Programado', el complemento tiene un modo exclusivo 'Vuelo', en el que el juego comienza cuando el jugador toma un vuelo de un lugar del juego a otro, con el objetivo de obtener la mayor puntuación posible antes de llegar a su destino. El complemento WoW agrega logros al juego, así como un sistema de nivelación.
En 2014, Bejeweled y Candy Crush Saga (junto con muchos otros juegos similares de tres en raya) demostraron ser NP-hard.